# Y.M.C.A.
"Y.M.C.A." é uma canção do grupo americano Village People lançada em 1978 como o único single de seu terceiro álbum de estúdio "Cruisin' ". A música foi escrita por Jacques Morali (também produtor do disco) e cantor Victor Willis.
A canção atingiu o segundo lugar nas paradas musicais dos EUA no início de 1979 e chegou a Nº 1 no Reino Unido ao mesmo tempo, tornando-se o maior sucesso do grupo. É um dos  trinta singles individuais a ter vendido 10 milhões (ou mais) de cópias pelo mundo.
A canção continua a ser popular e é reproduzida em muitos eventos esportivos nos EUA e na Europa. É frequentemente tocada durante os intervalos em eventos esportivos. Além disso, a canção também mantém-se particularmente popular devido a seu status como um hino gay clássico de discoteca e, mesmo entre os ouvintes que são de outra maneira não envolvido em música disco ou cultura gay. Contudo, no final de 2024, o membro da banda Victor Willis alegou à mídia que o hit do grupo "Y.M.C.A." não era um hino gay e ameaçou processar "toda e qualquer organização de notícias" que se referisse à música como tal.
Em março de 2020, a Biblioteca do Congresso dos Estados Unidos adicionou a música ao seu Registro Nacional de Gravações, que preserva para a posteridade o áudio que é "culturalmente, historicamente ou esteticamente significativo".
Durante sua campanha de reeleição em 2020, Donald Trump começou a fazer a "dança do Trump" ao som da música (assim como outra música do Village People, "Macho Man") para encerrar seus discursos, assim como na de 2024, que selou sua volta à Casa Branca.